# Castanozoster thoracicus
Castanozoster thoracicus mais conhecida como peito-pinhão é uma aveendêmica do sudeste e sul do Brasil e ocorre do sul de Minas Gerais e Rio de Janeiro ao Rio Grande do Sul. É incomum, no geral, mas pode ser razoavelmente comum em alguns locais. Ocupa bordas de mata, mostrando-se tolerante a certo grau de alteração ambiental.